# Herendi Artur
Herendi Artur, született Hoselitz Arnold (Nyitrazsámbokrét, 1873. november 29. – Budapest, Terézváros, 1953. július 14.) magyar banktisztviselő, hírlapíró. 1902-ben vette fel új nevét.

## Életpálya
Dr. Hoselitz Móric és Nagel Janka fia. A budapesti kereskedelmi akadémia elvégzését követően tisztviselője, majd igazgató helyettese volt a Magyar Jelzálog Hitelbanknak. Újságíróként tagja volt a Magyar Újságírók Országos Szövetségének. Egy ideig Budapesten élt. A Hunnia Kerékpáregylet titkára, majd a Magyar Kerékpár-szövetség jegyzője, végül a Fővárosi Kerékpár Egylet megalapítója és elnöke. 1918-tól 1921-ig az egyik alelnöke volt a MLSZ-nek.
1902. május 28-án Budapesten, a Terézvárosban házasságot kötött Hubai Jakab és Lang Frida lányával, Máriával.
A Kozma utcai izraelita temetőben nyugszik.

## Újságírás
Névmagyarosítása előtt Herendi H. Artur néven írt. Álneve és betűjegyei: H. A. Egyik alapítója és elnöke a Magyar Sporthírlapírók Szindikátusának, örökös tiszteletbeli elnöke a Magyar Sportújságírók Egyesületének. Irodalmi működését a Magyar Figarónál kezdte. Dolgozott a Magyar Újságnak, a Magyar Nemzetnek. 1903-tól a Magyar Újság sportrovatvezetője és egyik színikritikusa volt. Versei több kötetben jelent meg. Sportcikkei napilapokban, a Sportvilágban, a Testnevelés lapban jelentek meg. Felelős szerkesztője volt a Sportfutárnak

## Szakmai sikerek
1932-ben hírlapírói pályájának 40. évfordulója alkalmából Budapest Székesfőváros és az Országos Testnevelési Tanács aranyéremmel tüntette ki.